# Fahrettin Bıyıklı
Fahrettin Bıyıklı (* 8. November 1988 in Akçaabat) ist ein türkischer Fußballspieler.

## Karriere
Bıyıklı begann mit dem Vereinsfußball 1997 in der Jugend von Aydınlıkevlerspor und wechselte 2003 in die Jugend von Trabzonspor. 2008 wechselte er mit einem Profivertrag ausgestattet zum Drittligisten Pazarspor. Bereits nach einem Jahr verließ er diesen Verein und heuerte bei der Zweitmannschaft Trabzonspors, beim Drittligisten Trabzon Karadenizspor, an. Hier spielte er die nächsten zwei Spielzeiten lang.
Zur Saison 2011/12 wechselte er zum Viertligisten Kahramanmaraşspor. Bei seinem neuen Verein gelang ihm auf Anhieb der Sprung in die Stammelf. Zum Saisonende wurde man Playoffsieger der TFF 3. Lig und stieg in die TFF 2. Lig auf. In der 2. Lig wurde man erneut Meister der Liga und stieg in die TFF 1. Lig auf.

## Erfolge
mit Kahramanmaraşspor
- Meister der TFF 2. Lig: 2012/13 und Aufstieg in die TFF 1. Lig
- Playoffsieger der TFF 3. Lig: 2011/12 und Aufstieg in die TFF 2. Lig: 2011/12